# 筒井真理子
筒井 真理子（つつい まりこ、1960年10月13日 - ）は、日本の女優。山梨県甲府市出身。茂田オフィスに所属していたが、事務所閉鎖後はフリーで活動、2025年2月からはトライストーン・エンタテイメントに所属している。

## 人物
- 生家及び父親の職業は、地元の水晶などを扱う貴金属卸商[4]。6歳上と3歳上の姉、1歳上の兄がいる[4]。
- 山梨県立甲府第一高等学校卒業[4]。1979年に青山学院大学に入学するも中退[4]。翌1980年に受験し直して早稲田大学社会科学部に入学し卒業[4]。
- 1993年から2006年まではアルファエージェンシー、2007年からは茂田オフィスに所属。
- 特技はフィギュアスケート・フルート・日本舞踊。中学校ではブラスバンド部に入部し、部員が少なかったためフルートとホルンを掛け持ちで担当した。高校生時代の部活はフィギュアスケート部だった[4]。

## 来歴
1981年、当時早稲田大学演劇研究会で旗揚げしたばかりの第三舞台の公演を見て感銘を受ける（本人曰く、ちょうどこの頃人間関係がもとで落ち込んでいた頃だったとのこと）。本番中にも関わらず、楽屋を訪れて「入れてください」と直訴するが、スタッフに追い出される。翌1982年、晴れて第三舞台に加入、初舞台を踏む。以後、同劇団のほとんどの作品に出演。
2016年、映画『淵に立つ』が第69回カンヌ国際映画祭にて「ある視点」部門の審査員賞を受賞。筒井も国内で毎日映画コンクールやヨコハマ映画祭、高崎映画祭などの主演女優賞に輝いた。
また同年、バラエティタレントの松本明子と漫才コンビ「つつまつ」を結成し、同年3月26日の「立川志らら 真打昇進披露興行」で漫才を初披露した。
2019年、映画『よこがお』ほかにて令和元年度芸術選奨映画部門 文部科学大臣賞や全国映連賞・女優賞を受賞。

## エピソード
幼い頃は甘えん坊で末っ子ということもあり、両親から甘やかされて育った。小学生の頃は宿題より遊ぶことが大好きだったため、よく先生に注意されていた。筒井家は当時、夏休みに神奈川県葉山町やその他の海などで数週間ほど過ごすのが恒例行事だった。
大学進学後は、先に上京していた次姉、兄と3DKの家で同居生活を始める。早稲田大学に入り直したのは、本人曰く「友達の多くが早稲田大学にいたから」との理由によるもの。両親に再受験を申し出た所あっさり許可が下り、早稲田大学に再入学することになった。
「第三舞台」に入団した後、兄と2人で下落合（新宿区）のマンションに引っ越した。同劇団の主宰・鴻上尚史や池田成志、山下裕子などの仲間たちと劇団活動に打ち込んだ。その後、兄が大学を卒業するのを機に、高田馬場の1DKのマンションで一人暮らしを始めた。芝居に夢中になり過ぎたせいで、ろくに授業にも出ずに何年も居座り続けた。大学7年生になった頃、母から「卒業だけはしてね」と言われたため、奮起して何とか1987年に卒業した。
ほどなくして永福町駅（京王井の頭線）辺りにある1DKの部屋に引っ越し、演技活動を続けた。「第三舞台」を退団後に映画の主役が決まったが、撮影の延期が続いたため、その間は喫茶店などでバイトをして過ごした。その後、京王沿線を何度か引っ越した後、現在（2022年）は少し前に購入した中古のマンションの部屋をリフォームした上で暮らしている。

## 出演

### テレビドラマ

#### NHK
- 腕におぼえあり（1998年） - おきち 役
- 茂七の事件簿 新ふしぎ草紙（2002年） - おしげ 役
- ドリーム〜90日で1億円〜（2004年） - 山根あかね 役
- NHK大河ドラマ
  - 功名が辻（2006年） - 侍女・きよ 役
  - 八重の桜（2013年） - 侍女・滝瀬 役
  - いだてん〜東京オリムピック噺〜（2019年） - 東照子 役
- 連続テレビ小説
  - 純情きらり（2006年） - 松井安江 役
  - 瞳（2008年） - 北川多佳子 役
  - 花子とアン（2014年） - 嘉納家の女中頭・山元タミ 役
  - 虎に翼（2024年） - 桜川寿子 役[9]
- 怪奇大作戦 セカンドファイル（2007年） - 斉藤綾香 役
- 中学生日記（2009年）
- 八日目の蝉（2010年） - 榊原みえ 役
- 隠密八百八町（2011年） - 辰岡（大奥右筆）
- かすていら（2013年） - 山口美代子 役
- 聖女（2014年） - 中村百合子 役
- おそろし〜三島屋変調百物語（2014年） - おかね 役
- 昨夜のカレー、明日のパン（2014年、NHK BSプレミアム） - 小田みゆき 役
- だから荒野（2015年、NHK BSプレミアム） - 千春ママ 役
- 一路（2015年、NHK BSプレミアム） - 鶴橋 役
- 富士ファミリー（2017年） - 京子（稙道のお見合い相手） 役
- 悪魔が来りて笛を吹く（2018年、NHK BSプレミアム） - 椿 秌子 役
- サギデカ（2019年） - 広瀬藍子 役
- 今度生まれたら 第1話 (2022年 、NHKBSプレミアム・BS4K) -　阿部清美 役
- お別れホスピタル（2024年） - 佐古寛子 役[10]
- バニラな毎日（2025年） - 葵の母 役[11]
- 憶えのない殺人（2025年） - 佐治鮎子 役[12]

#### TBS
- ドラマ30
  - ふ〜ふ生活（1996年、CBC）
  - ことぶきウォーズ（2004年、CBC）- 河合波子 役
- あした吹く風（1997年） - 白川すばる 役
- チープラブ10話（1999年）−産婦人科医役
- ケイゾク（1999年） - 青井ゆかり 役
- あ・うん（2000年）
- 美少女戦士セーラームーン（2003年） - 水野冴子 役
- エ・アロール（2003年） - 浜口千鶴 役
- 3年B組金八先生（2004年） - 麻田優子 役
- 貞操問答（2005年） - 前川綾子（メデゥーサ）
- 弁護士のくず（2006年） - 猪狩聡美 役
- 浪花少年探偵団（2012年） - 中西知美 役
- 天魔さんがゆく（2013年） - 押水小夜子 役
- SAKURA〜事件を聞く女〜（2014年） - 高瀬久美子 役
- 監獄のお姫さま（2017年） - 江戸川民世 役
- ラストマン-全盲の捜査官- 第1話（2023年） - 渋谷直子 役[13]
- 笑うマトリョーシカ（2024年） - 道上香織 役[14]
- 月曜ミステリー劇場
  - 自治会長・糸井緋芽子社宅の事件簿（2001年） - 高坂真奈美 役
  - 探偵・喜多嶋翔子の調査報告書（2002年） - 黒須信子 役
  - 名探偵キャサリン（2004年） - 橘弥生 役
- 月曜ゴールデン
  - パートタイム裁判官（2005年） - 野瀬志摩子 役
  - 税務調査官・窓際太郎の事件簿 15（2007年） - 衣笠啓子 役
  - 血痕 警科研・湯川愛子の鑑定ファイル（2010年） - 塚本澄江 役
  - 狩矢警部シリーズ（2010年） - 蔵原歌乃 役
  - イソベン・里村タマミの事件簿1（2010年） - 日野朔子 役
  - 世田谷駐在刑事2（2014年） - 田口瞳 役
  - 弁護士高見沢響子12（2014年） - 古浦秋子 役

#### 日本テレビ
- お玉・幸造夫婦です（1994年）
- せいぎのみかた（1997年）
- 永遠の仔（2000年） - 有沢紀久子 役
- フレーフレー人生!（2001年）
- 瑠璃の島（2005年） - 米盛照明の元妻 役
- たったひとつの恋（2006年） - 町田看護師 役
- 都立水商!（2006年） - 山口悦子 役
- クレオパトラな女たち（2012年） - 河原華 役
- 家族、貸します 〜ファミリー・コンプレックス〜（2012年） - 戸崎千恵子 役
- 東京バンドワゴン〜下町大家族物語（2013年） - 浅羽社長 役
- 大病院占拠（2023年） - 長門道江 役[15]
- ブラックファミリア〜新堂家の復讐〜（2023年） - 早乙女麗美 役[16]
- 若草物語-恋する姉妹と恋せぬ私-（2024年10月6日 - 12月15日） - 大平かなえ 役[17]
- ホットスポット 第8話 - 最終話（2025年3月2日 - 16日、日本テレビ） - 原口芳恵 役[18]
- 相続探偵 第7話・第8話（2025年3月8日・15日、日本テレビ） - 薮内佐賀美 役[19]
- 火曜サスペンス劇場
  - 女医の殺人（1991年）
  - 救急指定病院（1995年） - 日向看護師 役
  - 小京都ミステリー（1996年） - 南雲冴子 役
  - 松本清張スペシャル・中央流沙（1998年）
  - 警部補 佃次郎
    - 第2作「黒髪の焦点」（1996年11月12日） - 加瀬珠代 役
    - 第15作「結婚しない女」（2002年7月2日） - 三沢吉美（トヤマ紡績富山支社営業） 役

  - だます女だまされる女3（2001年12月4日） - 小沢恭子 役
  - 検事・霞夕子（2004年） - 桜木香織 役

#### フジテレビ
- 金曜エンタテイメント
  - 名探偵 明智小五郎 暗黒星（1996年） - 伊志田綾子 役
  - スチュワーデス刑事（1997年） - 山之内信子 役
  - 女王蜂（1998年） - 大道寺琴絵 役
  - 美人三姉妹温泉芸者が行く!（2001年） - 松乃 役
  - 津軽海峡ミステリー航路（2003年） - 小暮ともえ 役
  - 赤い霊柩車シリーズ（2004年） - 沢亜由子 役
  - 浅見光彦シリーズ（2007年） - 島田いづみ 役
- 季節はずれの海岸物語 '90冬（1990年） - チヒロ 役
- Days（1998年）
- 世界で一番パパが好き（1998年）
- 北の国から（1998年）
- 風の行方（1999年）
- 鬼の棲家（1999年） - 加藤高志の養母 役
- BRAND（2000年）
- ロケット・ボーイ（2001年）
- 剣客商売 第4シリーズ 第7話「騙された男」（2003年） - お千 役
- 離婚弁護士（2004年） - 相沢弁護士 役
- 白線流し（2005年）
- 不機嫌なジーン（2005年） - スズムシを買う母 役
- エンジン（2005年） - 森原の妻 役
- 救命病棟24時（2005年） - 磯部望の母 役
- 1242kHz こちらニッポン放送（2006年） - 早乙女修二 役
- ダンドリ。〜Dance☆Drill〜（2006年） - チアダンス連盟理事長 役
- 花嫁とパパ（2007年） - 脇田ユミ 役
- 潮風の診療所〜岬のドクター奮戦記〜（2007年） - 塩崎ハツ 役
- 花ざかりの君たちへ〜イケメン♂パラダイス〜（2007年） - 芦屋英子 役
- フライトパニック（2007年） - 野村薫 役
- モンスターペアレント（2008年） - 三浦智子 役
- イノセント・ラヴ（2008年） - 美代子所長 役
- 泣かないと決めた日（2010年） - 立花陽子 役
- 幸せの時間（2012年） - 矢崎絵里子 役
- 新・ミナミの帝王第5作「紙クズ商売」（2013年1月5日） - エーリサーチ営業部長・早川好子 役
- ラスト♡シンデレラ（2013年） - 大神瑠璃 役
- 金曜プレステージ
  - 山村美紗サスペンス 黒の滑走路（2014年） - 渡辺恵子 役
- リスクの神様 第6話（2015年） - 大鷹 役
- エルピス-希望、あるいは災い-（2022年）- 岸本陸子 役
- 春になったら（2024年） - 神尾まき 役[20]
- 御曹司に恋はムズすぎる（2025年） - 東雲香織 役[21]
- 波うららかに、めおと日和（2025年） - 橋本光子 役[22]
- 愛の、がっこう。（2025年） - 小川早苗 役[23]

#### テレビ朝日
- 土曜ワイド劇場
  - 探偵事務所（1999年） - 佐野和歌子 役
  - 尼さん探偵シリーズ（1999年） - 横山珠恵 役
  - 女刑事ふたり（2002年） - 森日出子 役
  - おかしな二人（2002年） - 田宮春江 役
  - 火災調査官・紅蓮次郎（2003年） - 桃井加奈子 役
  - おかしな刑事（2003年） - 福島千鶴 役
  - 検事・朝日奈耀子（2005年） - 高野加奈子 役
  - 科学捜査研究所・文書鑑定の女（2006年） - 槙原真理子 役
  - 新聞記者 鶴巻吾郎の事件簿（2006年） - 山野倫代 役
  - 東京駅お忘れ物預り所（2009年） - 西野妙子 役
  - 刑事殺し（2009年） - 原静江 役
  - 炎の警備隊長・五十嵐杜夫（2010年） - 島津八重子 役
  - おかしな刑事（2010年） - 天海葵 役
  - 京都南署鑑識ファイル（2010年） - 叶美鈴 役
  - 狩矢父娘シリーズ（2011年） - 大前美保子 役
  - おとり捜査官・北見志穂（2012年） - 桂木涼子 役
  - 西村京太郎トラベルミステリー（2012年） - 藤沢静江 役
  - ショカツの女〜新宿西署・刑事課強行犯係（2013年） - 西島亜佐美 役
  - 警視庁捜査一課長〜ヒラから成り上がった最強の刑事!（2014年） - 蝶野里沙 役
  - タクシードライバーの推理日誌（2016年） - 長谷麻里子 役
- 彼と彼女の事情（1994年） - 滝川典子 役
- 風の刑事・東京発!（1995年） - 三浦加奈子 役
- 闇のパープル・アイ（1996年） - 尾崎眞樹子 役
- 流れ板七人（1997年） - 岩田和恵 役
- はぐれ刑事純情派
  - 第9シリーズ 第7話（1996年）
  - 第11シリーズ 第15話（1998年） - 宮森靖子 役
  - 第12シリーズ 第5話（1999年） - 柳沢亜紀代 役
  - 第15シリーズ 第7話（2002年） - 津島礼子 役
- はみだし刑事情熱系
  - 第1シリーズ 第11話（1997年） - 大石小夜子（草薙志津子） 役
  - 第5シリーズ 第21話（2001年） - 金森園枝 役
  - 第6シリーズ 第22話（2002年） - 鳥越咲子 役
- 科捜研の女
  - SEASON 2 第6話（2000年11月23日） - 矢崎佐恵子 役
  - SEASON 9 第8話（2009年8月27日） - 荻原佳代子社長 役
  - 春スペシャル（2016年4月17日） - 梅乃宮緑 役
  - SEASON 19 第30話（2020年2月13日） - 園田志乃 役
- R-17（2001年） - 丸山静子 役
- サトラレ（2002年） - 矢沢珠子 役
- 京都迷宮案内（2002年） - 岩崎多恵 役
- 独身3!!（2003年） - 宝来美智子 役
- 子連れ狼 (北大路欣也版)（2003年） - おとし 役
- おみやさん
  - 第3シリーズ（2004年） - 成瀬美由紀 役
  - 第8シリーズ（2011年） - 秋山由紀恵 役
- 砦なき者（2004年） - 八尋綾子 役
- 相棒
  - 第3シリーズ 第10話（2005年） - 沢村映子 役
  - 第16シリーズ 第12話（2018年） - 衣笠祥子 役
- 富豪刑事（2006年） - 西田文恵 役
- 警視庁捜査一課9係 Season2 第3話（2007年） - 桂木亜沙子 役
- 白虎隊（2007年） - 津田すぐ子 役
- 女刑事みずき〜京都洛西署物語〜（2007年） - 宮古雅恵 役
- 点と線（2007年） - 仲居・とみ子 役
- 鹿鳴館（2008年） - 桐野侯爵夫人 役
- 7人の女弁護士（2008年） - 沢田光代 役
- 男装の麗人〜川島芳子の生涯〜（2008年） - 川島フク 役
- 臨場 第一章 第1話（2009年） - 須藤明代 役
- 名探偵の掟（2009年） - 黄部真知子 役
- 交渉人〜THE NEGOTIATOR〜（2009年） - 本庄康子 役
- 警視庁失踪人捜査課（2010年） - 奈良橋和子 役
- 俺の空 刑事編（2011年） - 漆原瑠璃子 役
- 都市伝説の女（2012年） - 石橋祥子 役
- 黒澤明ドラマスペシャル 野良犬（2013年） - 澄田ミドリ 役
- ドラマスペシャル 家政婦は見た!（2014年） - 染井暁子 役
- ミステリースペシャル「事件18」（2017年10月5日） - 増井春子 役
- 乱反射（2018年） - 粕谷静江 役
- となりのチカラ 第7話（2022年3月17日） - 良子 役
- キッチン革命 第1夜（2023年） - 横田フネ 役[24]
- シッコウ!!〜犬と私と執行官〜 第8話（2023年） - 白河登和子 役[25]
- 泥濘の食卓（2023年） - 捻木美幸 役[26]
- ミス・ターゲット（2024年、朝日放送） - 馬淵弥生 役[27]

#### テレビ東京
- 事件・市民の判決（1996年） - 峰初枝 役
- 刺客請負人（2007年） - 北の方 役
- BOYSエステ（2007年） - 敷島杏子 役
- 主水之助七番勝負〜徳川風雲録外伝〜（2008年） - おみね 役
- 嬢王（2010年） - 松崎志麻子 役
- みんな!エスパーだよ!（2013年） - 嘉郎の母 役
- 孤独のグルメ Season3 第9話（2013年9月4日） - 町田陽子 役
- ノーコン・キッド 〜ぼくらのゲーム史〜（2013年） - 加代子 役
- デッドストック〜未知への挑戦〜（2017年） - 三枝照代 役
- 女と愛とミステリー
  - 信濃のコロンボ事件ファイル3（2003年） - 白木恵美 役
  - 鉄道警察官・清村公三郎（2005年） - 長崎純子 役
- 水曜ミステリー9
  - 松本清張特別企画・強き蟻（2006年） - 沢田豊子 役
  - 刑事の証明（2008年 - ） - 河本美奈代 役
  - 松本清張特別企画・鉢植を買う女（2011年） - 野川亜砂美 役
  - ガンリキ 警部補・鬼島弥一2（2012年） - 北村志保 役
- アノニマス〜警視庁“指殺人”対策室〜 最終話（2021年3月15日） - 城ヶ崎涼子 役
- 吉祥寺ルーザーズ 第10話（2022年6月13日） - 安彦梢 役[28]
- 記憶捜査〜新宿東署事件ファイル〜 スペシャル2（2022年6月20日） - 安藤圭子 役
- 大川と小川の休日捜査（2024年9月30日） - 奥村美枝子 役[29]
- D&D〜医者と刑事の捜査線〜 第4話（2024年11月8日） - 安田琴子 役[30]

#### WOWOW
- 宿命（2004年） - 瓜生亜耶子 役

### 配信ドラマ
- 夫のちんぽが入らない（2019年3月20日配信、FOD/Netflix） - 山本冴子 役
- 深夜食堂 -Tokyo Stories Season2-「秋鮭ときのこ」（2019年10月31日、Netflix） [31]
- ショート・プログラム「途中下車」（2022年3月1日、Amazon Prime Video）[32]
- ヒヤマケンタロウの妊娠（2022年4月21日、Netflix）[33]
- ケンシロウによろしく（2023年9月22日 - 、DMM TV） - 沼倉孝一の母 役[34]
- 忍びの家 House of Ninjas（2024年2月15日、Netflix） - 向井瞳子 役[35]
- 死ぬほど愛して（2025年3月27日 - 、ABEMA SPECIAL） - 長野真澄 役[36][37]

### 映画
- 青空に一番近い場所（1994年） - サラ金の女 役
- 男ともだち（1994年） - 小田えりこ 役
- クレイジー・コップ 捜査はせん!（1995年） - 日野明美 役
- ヤンキー烈風隊（1995年） - 香川優子 役
- プリズンホテル（1996年） ※オリジナルビデオ
- 暗殺の街（1997年） - 冴子 役
- 閉じる日（2000年） - 里美 役
- MASK DE 41 マスク・ド・フォーワン（2000年） - 倉持恭子 役
- クロスファイア（2000年） - 青木美幸（淳子の母） 役
- OPEN HOUSE（2003年）
- 黄泉がえり（2003年）
- 着信アリ（2004年） - 水沼マリエ 役
- お父さんのバックドロップ（2004年）
- 恋の門（2004年） - 蒼木門の母 役
- 愛してよ（2005年） - 高原タカシの母  役
- 着信アリ2（2005年） - 水沼マリエ 役
- 東京タワー（2006年） - 薫 役
- 怪談新耳袋 ノブヒロさん（2006年） - 里中悦子の上司 役
- チェケラッチョ!!（2006年） - 南風原恵子 役
- 伝染歌（2007年） - 香奈の母 役
- クワイエットルームにようこそ（2007年） - 金原夫人 役
- チェスト!（2008年） - 牟田和代 役
- DIVE!!（2008年） - 藤士谷順子 役
- アキレスと亀（2008年） - 倉持春 役
- ラッシュライフ（2009年）
- ヒーローショー（2010年） - 鈴木ユウキの母 役
- 人の砂漠（2010年） - 東みのり 役
- 家族X（2011年）
- 希望の国（2012年） - 鈴木めい子 役
- リトル・マエストラ（2013年） - 井坂洋子 役
- 探偵はBARにいる2 ススキノ大交差点（2013年）
- クロユリ団地（2013年） - 二宮栄子 役
- ルームメイト（2013年）
- 真夏の方程式（2013年） - 米山先生 役
- ニート・オブ・ザ・デッド（2014年）
- いのちのコール〜ミセスインガを知っていますか〜 （2014年） - 野川サチコ 役
- 家族ごっこ「鈴木ごっこ」（2015年）
- 映画 みんな!エスパーだよ!（2015年） - 鴨川律子 役
- かぐらめ（2015年） - 菊池百合子 / 斉藤陽子（2役）
- 淵に立つ（2016年） - 鈴岡章江 役
- アンチポルノ（2017年） - 主演・京子 役
- ラストレシピ〜麒麟の舌の記憶〜（2017年） - 山下美子 役
- 累-かさね-（2018年） - 富士原佳雄 役
- 飢えたライオン（2018年） - 杉本裕子 役
- かぞくいろ RAILWAYS わたしたちの出発（2018年） - 淵峰世 役
- jam（2018年） - 向井昌子 役
- 洗骨（2019年） - 新城恵美子 役
- サムライマラソン（2019年）  - 福本清 役
- 愛がなんだ（2019年） - 葉子の母 役
- よこがお（2019年） - 主演・市子/リサ 役[38]
- ひとよ（2019年） - 柴田弓 役[39]
- 影裏（2020年） - 西山 役
- 天外者（2020年） - 五代やす 役
- N号棟（2022年）- 加奈子 役[40]
- 蜜月（2022年公開予定・公開中止） - 加納五十鈴 役
- 夜明けまでバス停で（2022年）- アトリエのオーナー 役[41]
- 波紋 (2023年) - 主演・須藤依子 役
- ぼくらのレシピ図鑑シリーズ メンドウな人々（2023年）[42]
- 静かなるドン（2023年） - 近藤妙 役[43]
  - 静かなるドン2 前編・後編（2024年）[44]
- ＃ミトヤマネ（2023年） - 木村 役[45]
- アナログ（2023年） - 椎名順子 役[46]
- Threads of Blue（2023年公開予定） - 由美 役[47]
- 僕らの千年と君が死ぬまでの30日間（2023年）- 水島 役[48]
- 車軸（2023年） - 貴美子 役[49][50]
- シンデレラガール（2023年） - 五十嵐衣織 役[51]
- ハードボイルド・レシピ（2024年）[52]
- 女神降臨 After プロポーズ編（2025年） - 鏑木瑠璃子 役[53]
- また逢いましょう（2025年）[54]
- (LOVE SONG)（2025年公開予定） - 廣木泰子 役[55]
- もういちどみつめる（2025年公開予定） - 主演・典子 役（髙田万作とダブル主演）[56]
- そこにきみはいて（2025年公開予定）[57]

### 短編映画
- ウタモノガタリ-CINEMA FIGHTERS project-「Kuu」（2018年6月） - モモ 役
- The Supermission (2020年) - 主演 潔癖症のスーパー店員 役

### テレビアニメ
- スーパーカブ（2021年） - 椎の母 役[58]

### バラエティー・トーク番組
- 徹子の部屋（テレビ朝日系）
- スタジオパークからこんにちは番組MC（NHK総合）
- あさイチ（NHK総合）
- ダウンタウンDX（日本テレビ系）
- 行列のできる法律相談所（日本テレビ系）
- 秘密のケンミンSHOW（日本テレビ系）
- IQエンジン（フジテレビ）
- もっと過激にパラダイス（NHK-BS2）
- クイズプレゼンバラエティー Qさま!! （テレビ朝日）
- プレバト!!（毎日放送）

### CM
- ハウス食品
- 花王
- 日清食品（強麺）
- 日本リーバ（ナレーション）
- トヨタホーム
- AEON
- 住友信託銀行
- トヨタ自動車
- エーザイ
- JTB
- サントリーウエルネス vitoas
- 楽天市場「夢いっぱいな母へ。」(2020年4月) [59]

### ゲーム
- 春ゆきてレトロチカ（2022年5月12日） - 春日弥宵 / 古富谷きぬ 役

## 受賞
- 第38回ヨコハマ映画祭 主演女優賞（『淵に立つ』）
- 第31回高崎映画祭 最優秀主演女優賞（『淵に立つ』）[60]
- 第71回毎日映画コンクール 女優主演賞（『淵に立つ』）[61]
- 第70回芸術選奨文部科学大臣賞 映画部門（『よこがお』）[62][63]
- 2019年度全国映連賞 女優賞（『よこがお』）
- 第33回日本映画批評家大賞 主演女優賞（『波紋』）[64]